# Erythrodontium warmingii
Erythrodontium warmingii là một loài rêu trong họ Entodontaceae. Loài này được Hampe mô tả khoa học đầu tiên năm 1870.